# روباه پرنده سلیمان
روباه پرنده سلیمان (نام علمی: Pteropus rayneri) نام یک گونه از سرده روباه پرنده است.